# Hubert Curien
Pour les articles homonymes, voir Curien.
Hubert Curien, né le 30 octobre 1924 à Cornimont (Vosges) et mort le 6 février 2005 à Loury (Loiret), est un cristallographe français, ministre de la Recherche et de la Technologie de 1984 à 1986 puis de 1988 à 1993. Président du Centre national d'études spatiales de 1976 à 1984 puis premier président de l'Agence spatiale européenne de 1979 à 1984, Hubert Curien est considéré comme le père de l'Europe spatiale.

## Biographie
Hubert Curien est né d'un père receveur municipal, Robert Curien (1895-1985), et d'une mère institutrice, Berthe Girot (1896-1984).
Élève du lycée Saint-Louis à Paris, il revient cependant à vingt ans dans les Vosges pour s'engager dans la résistance au maquis de la Piquante-Pierre.
Reprenant le cours de ses études à la Libération, il choisit d'entrer à l'École normale supérieure (1945 S) de préférence à l'École polytechnique en raison d'une faiblesse au genou contractée au maquis. Il se lance alors dans une carrière scientifique par la porte de la cristallographie.
Il est agrégé de physique (1949) et docteur en sciences physiques (1952).
Maître de conférences, puis professeur à la faculté des sciences de Paris, il entre au CNRS en 1966 comme directeur du département Physique mathématiques. Il restera cependant professeur à l'université et assurera ses cours toute sa vie. Il a notamment découvert une nouvelle forme cristalline du gallium dans le cadre de ses travaux au laboratoire de minéralogie et de cristallographie de l'Université de Paris. Comme enseignant, il a joué un rôle capital dans la dynamisation de la culture scientifique au bénéfice des jeunes.
Possédant une grande culture et très ouvert sur ses contemporains, autant apprécié par la droite que par la gauche, il se voit offrir des postes de décideur et de dirigeant dans le milieu de la recherche française :
- directeur général du CNRS de 1969 à 1973 ;
- président du CNES de 1976 à 1984, période pendant laquelle s'effectue le premier tir de la fusée Ariane ;
- président du Conseil d’administration du Palais de la Découverte de 1977 à 1984[5] ;
- premier président de l'Agence spatiale européenne de 1979 à 1984 ;
- premier président de l'Association des musées et centres de culture scientifique technique et industrielle (AMCSTI) à partir de 1982.

Il est inhumé au cimetière de Cornimont (Vosges).

## Père de l'Europe spatiale
La communauté spatiale et le CNES doivent beaucoup à Hubert Curien :
- lancement du programme Ariane
- création d'Arianespace
- mission de Jean-Loup Chrétien, premier spationaute français
- démarrage du programme SPOT
- premières participations françaises aux programmes scientifiques de l'ESA.

## Ministre
Ces réussites l'imposent pour devenir ministre de la Recherche et de la Technologie de 1984 à 1986 sous le Gouvernement Laurent Fabius, puis de nouveau de 1988 à mars 1993 (sous les gouvernements Rocard, Cresson et Bérégovoy).
En 1991, il décide de fêter les dix ans du ministère en ouvrant ses jardins au public pour la première fois. Cet événement local préfigure la manifestation Science en Fête (qui deviendra plus tard la Fête de la Science), créée l'année suivante.

## Fonctions honorifiques
Puis les fonctions honorifiques se succèdent :
- directeur de l'École supérieure de chimie industrielle de Lyon (ESCIL), devenue École supérieure chimie physique électronique de Lyon, entre 1993 et 2005 ;
- président du conseil du Laboratoire européen de physique des particules (CERN) de janvier 1994 à décembre 1996 ;
- président de la Fondation de France de 1998 à 2000 ;
- président de l'Académie des sciences de 2001 à 2003, dont il était membre depuis 1993.

## Distinctions
- Grand officier de la Légion d'honneur
- Commandeur de l'ordre national du Mérite
- Médaille militaire

## Hommages

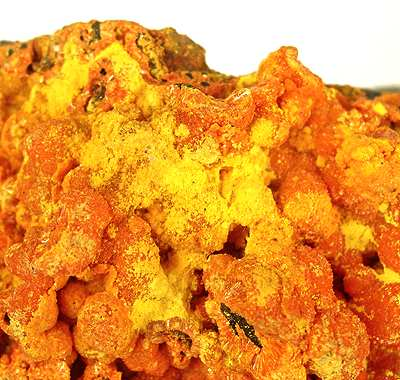
Echantillon de curiénite et francevillite. Localité : Mine de Mounana, Franceville, Province de Haut-Ogooué, Gabon.

En 1968, l'espèce minérale Pb(UO2)2(VO4)2·5H2O, un vanadate hydraté d'uranyle et de plomb, a été baptisée curiénite en son honneur.
La promotion 2011 de l’École nationale d'applications des géosciences (ENAG) est baptisée « Promotion Hubert-Curien ».[réf. nécessaire]
La promotion 2008-2009 du cycle national de formation de l'IHEST (Institut des hautes études pour la science et la technologie) a choisi comme figure tutélaire Hubert Curien.[réf. nécessaire]
La promotion 2005 de l'École supérieure chimie physique électronique de Lyon dont il a été directeur est baptisée « Promotion Hubert-Curien ». La même année, le trophée Diderot de l’initiative culturelle pour la catégorie « Personnalité de la culture scientifique, technique et industrielle » (remis par l'AMCSTI dont il a été le président) est renommé « Prix Hubert-Curien ».[réf. nécessaire]
En 2000, il accepte, de donner son nom à l'École Hubert Curien de Bourges. Ce centre de formation supérieur des apprentis, créé et géré par la CCI du Cher, offre des formations BAC+5 en management des risques industriels et de la qualité, mais aussi en maîtrise de l'efficacité énergétique.
Le 1er janvier 2006, l'Institut pluridisciplinaire Hubert Curien est créé à Strasbourg.
Le collège de Cornimont est baptisé « Collège Hubert-Curien » le 20 janvier 2007 et l'Institut universitaire de technologie d'Épinal renommé avec son nom la même année.
Le 1er janvier 2007, un laboratoire de l'université Jean Monnet, à Saint-Étienne, change de nom et devient le Laboratoire Hubert Curien (UMR CNRS 5516).
En mars 2007, l'Agence spatiale européenne annonce que le site d'atterrissage de la sonde Huygens sur Titan, le plus gros satellite de Saturne, recevrait le nom de « Mémorial Hubert-Curien ».
La salle de conférences des Champs Libres à Rennes porte son nom.
Le planétarium de Dijon dont le projet lui avait été présenté en 2003, porte aujourd'hui son nom.
Les programmes d'échanges scientifiques bilatéraux du ministère des Affaires étrangères, autrefois connus sous le nom de « Programmes d'actions intégrées » ou PAI, ont été rebaptisés « Partenariats Hubert-Curien » ou PHC. De tels partenariats existent avec plus de 60 pays.
La Maison de la Science à Sainte-Savine (Aube) porte son nom, ainsi qu'une rue de Maxéville (Meurthe-et-Moselle).
L'école primaire de Nompatelize (Vosges) réalisée en 2006.
L'amphithéâtre de la Fondation PSL (Paris sciences lettres) porte son nom rue Gay Lussac à Paris.

## Famille
Son frère, Gilles Curien, est ambassadeur de France. Marié à l'astrophysicienne Anne-Perrine Dumézil, dite Perrine, Hubert Curien est le gendre de l'académicien Georges Dumézil. Il a  trois fils : l'aîné, Nicolas Curien, est professeur émérite au Conservatoire national des arts et métiers (CNAM) et membre de l'Académie des technologies  ; le deuxième, Christophe Curien, est artiste-peintre ; le cadet, Pierre-Louis Curien, est directeur de recherche au Centre national de la recherche scientifique et informaticien théoricien.